# Between the Frames: The Forum
Between the Frames: The Forum és una instal·lació i projecte videogràfic de 2011 (amb una durada de 4 h 20 min), obra d'Antoni Muntadas i que forma part de la Col·lecció MACBA, adquirida el 2010 gràcies a la col·laboració de la Fundació Repsol. Es tracta d'un projecte realitzat entre 1983-1993 desenvolupat al llarg de 10 anys on es reuneixen les veus de 156 agents culturals. L'obra es concep en forma de panòptic, amb 7 cel·les. També és el nom de l'exposició realitzada al MACBA de Barcelona entre el 28 de setembre de 2011 i l'abril del 2012, per mostrar l'obra.
| «                 | El panòptic és un model de sistema penitenciari en el qual el vigilant és al centre i les cel·les i els presos al voltant. Substituir el guardià pel públic dona als espectadors el paper de vigilants del sistema. És una manera simbòlica de demanar al públic d'estar alerta, de tenir els ulls ben oberts. | » |
| — Antoni Muntadas | |   |

## Història
El projecte es va iniciar el 1983, quan el Long Beach Museum of Art (LBMA) de Califòrnia va organitzar l'exposició Comments, on participaria Antoni Muntadas, entre altres artistes.
Segons paraules del mateix Muntadas:
| « | Vaig sentir com els “docents” del museu explicaven el treball que hi tenia exposat, La televisión (1980), i em va sorprendre la seva interpretació. Als Estats Units, els “docents” són en general guies i animadors benèvols que tenen un paper important als museus. Aquesta experiència em va fer reflexionar d'una manera “micro” sobre el que passa entre l'art, l'artista i el públic | » |

### Procés de creació
Muntadas volia donar una visió del sistema artístic dels anys vuitanta i per això va entrevistar a 156 persones representatives del circuit internacional de l'art entre 1983 i 1991. Entre ells hi havia marxants, galeristes, col·leccionistes, comissaris, guies de museu, crítics d'art, mitjans de comunicació i artistes. Muntadas volia reflectir les opinions dels intermediaris del món de l'art.
Un cop fetes les entrevistes, Muntadas les va agrupar en vuit capítols, per grups professionals. En total es van fer més de cent hores de gravació, de les quals l'artista va extreure quatre hores i vint minuts per a la realització de l'obra. Amb aquest material va presentar per primera vegada l'obra Between the Frames: The Forum al Wexner Center for the Arts, un laboratori multidisciplinari i internacional de la Universitat d'Ohio a Columbus (Ohio), als Estats Units.
L'obra estava ideada com un panòptic, on es reproduïen set cel·les on cadascuna contenia un monitor on es reproduïen de manera simultània els vuit capítols.

### Exposicions
Un cop finalitzada l'exposició, l'obra s'ha continuat mostrant a diversos museus però sense la mateixa museografia. S'ha mostrat a:
- 1994 - Wexner Center for the Arts, Ohio State University, Columbus (Ohio)
- 1994 - Musée d'Art Contemporain de Bordeaux
- 1995 - List Visual Center- Massachusetts Institute of Technology, Cambridge
- 1997 - Yokohama Portside Gallery, Yokohama
- 1998/99 - Witte de With Center of Contemporary Art, Rotterdam
- 2000/01 - Musée d'Art Contemporain de Montréal
- 2001 - Casino Luxembourg- Forum d'art contemporain
- 2001 - Berkeley Art Museum- Universitat de Berkeley, Califòrnia

### Adquisicó del MACBA

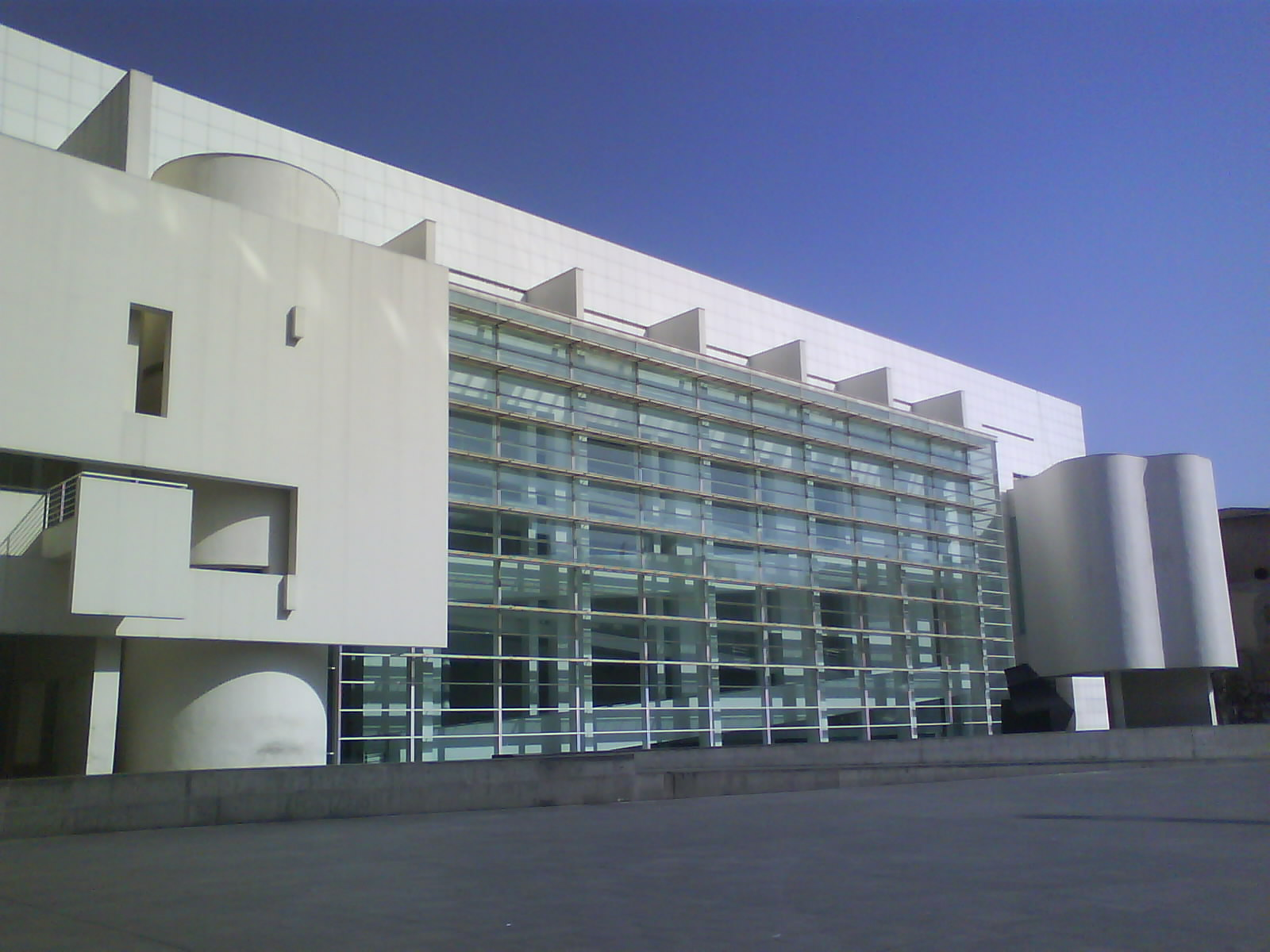
El Museu d'Art Contemporani de Barcelona

La Fundació MACBA va adquirir l'obra el 2010 i durant el 2011 la va adaptar a l'espai del museu. Es presenta a Barcelona amb el seu format original, en forma de panòptic, amb motiu de l'exposició Volum, inaugurada el mes de novembre de 2011 i on s'exposen per primera vegada obres del museu conjuntament amb obres de la Fundació "la Caixa".
A la versió mostrada al MACBA, s'exhibeix la documentació (fotografies, diagrames i textos) de les diferents posades en escena que se n'han fet. Les 156 entrevistes originals en la seva versió íntegra es poden consultar al Centre d'Estudis i Documentació del museu, dipositades per l'artista al museu l'any 2009.

### Califòrnia
L'obra es tornà a exposar a Califòrnia gairebé tres dècades després de fer-ho per primera vegada, amb motiu de l'exposició col·lectiva Exchange and Evolution, que va tenir lloc entre el 7 d'octubre de 2011 i el 12 de febrer de 2012. Aquesta exposició temporal ofereix una visió del panorama videogràfic internacional dels anys vuitanta i forma part d'un ambiciós projecte expositiu de la Getty Foundation (Los Angeles), on han col·laborat més de 25 institucions artístiques de Califòrnia del Sud. En aquesta nova exposició, però, l'obra de Muntadas es mostra partint d'una nova interpretació duta a terme per la investigadora i comissària independent austríaca Doris Berger.

## Descripció

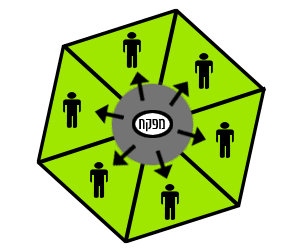
Esquema que representa el principi de funcionament del panòptic

L'obra és una instal·lació artística en forma de panòptic on existeixen viut cel·les. A cadascuna de les cel·les hi ha un monitor on es mostren, a la vegada, les diverses entrevistes fetes per Muntadas, agrupades en capítols. Els vídeos estan agrupats per sector professionals. Els 8 capítols corresponen a: Els marxants, els col·leccionistes, les galeries, els museus, els guies, els crítics, els mitjans de comunicació i un epíleg, on l'artista intenta fer un balanç.
Cada capítol comença amb el text següent: «L'art, com a part del nostre temps, de la nostra cultura i societat, comparteix —i està afectat per— normes, estructures i tics com altres sistemes econòmics, polítics i socials del nostre entorn.»
Entre els personatges entrevistats hi ha Harald Szeemann, Leo Castelli, Marian Goodman, María Corral, Kaspar König, Benjamin Buchloh, Lucy Lippard, Pierre Restany, Achille Bonito-Oliva, Catherine Millet, Daniel Giralt-Miracle, Romà Gubern i Maria Lluïsa Borràs, així com els artistes que apareixen a l'epíleg Joseph Beuys, John Baldessari, Dan Graham, Jaume Xifra, Hans Haacke i Krzysztof Wodiczko, entre d'altres.
El panòptic és un dispositiu expositiu radial. Es tracta d'una estructura modular circular amb un espai central (un espai físic de discussió, d'aquí ve la referència al «fòrum» que esmenta el títol), on aboquen set espais cel·lulars amb un monitor cadascun on es projecten de forma simultània els vuit capítols. Cada cel·la està il·luminada amb un color diferent. L'estructura radial de la instal·lació evoca un panòptic invertit, aquesta arquitectura del sistema penitenciari modern que caracteritza, segons Michel Foucault, les societats modernes disciplinàries. L'espectador se situa en el lloc del vigilant, qui adquireix un rol de supervisor del sistema de l'art.
| «                 | Quan els espectadors arriben, tenen una visió panoràmica, i després trien per on volen començar. El públic assumeix un treball de postmuntatge: quan es comença a mirar cada capítol i quan s'acaba? Hi ha una mena de “muntatge corporal” protagonitzat pels membres del públic que entren, surten, s'aturen un, cinc o vint minuts en cada capítol | » |
| — Antoni Muntadas | |   |

La persona entrevistada només apareix al començament de les seves declaracions. Després, acompanyen les veus unes imatges que funcionen com a metàfora visual de la tipologia de les persones entrevistades: un dia a la borsa de Tòquio en el cas dels col·leccionistes, l'anada i tornada de les onades a San Diego en el cas dels crítics, els trens automatitzats de Vancouver per als marxants i galeristes, el trànsit en una autopista de Los Angeles per als guies, maquinària industrial a Columbus (Ohio) per a l'epíleg… Imatges que l'artista anomena open visuals (imatges obertes), com un recurs visual que reforça la intenció del projecte. Muntadas no apareix mai a la imatge o a la banda sonora, i les seves preguntes han estat substituïdes per paraules clau que engloben les qüestions a tractar: el rol dels professionals, el mercat, les modes, el públic, els formats… Les entrevistes de la instal·lació mantenen la llengua original en què van ser fetes: anglès, castellà, català, italià, francès i portuguès, i no estan subtitulades.

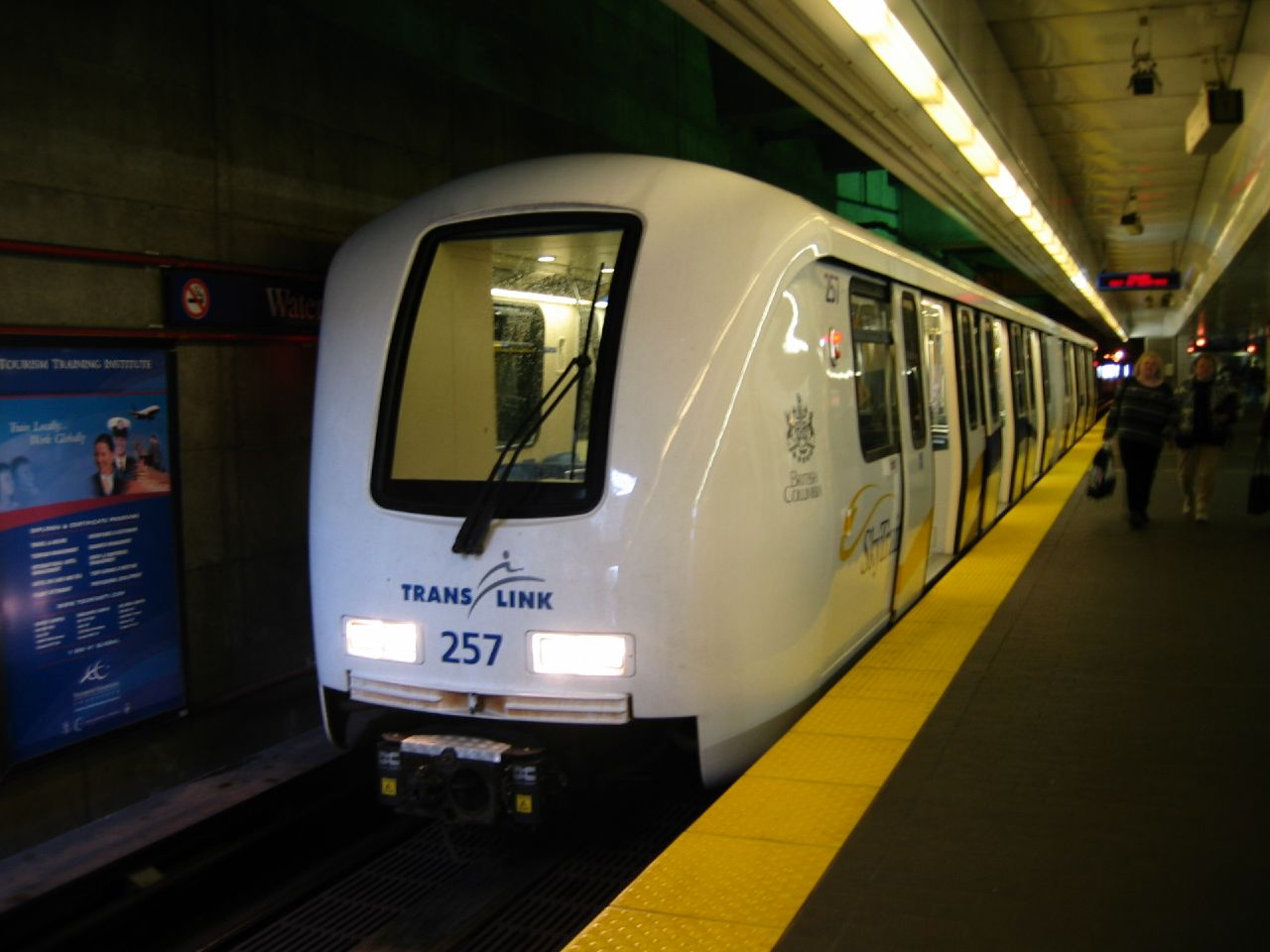
Trens a Vancouver, per als marxants
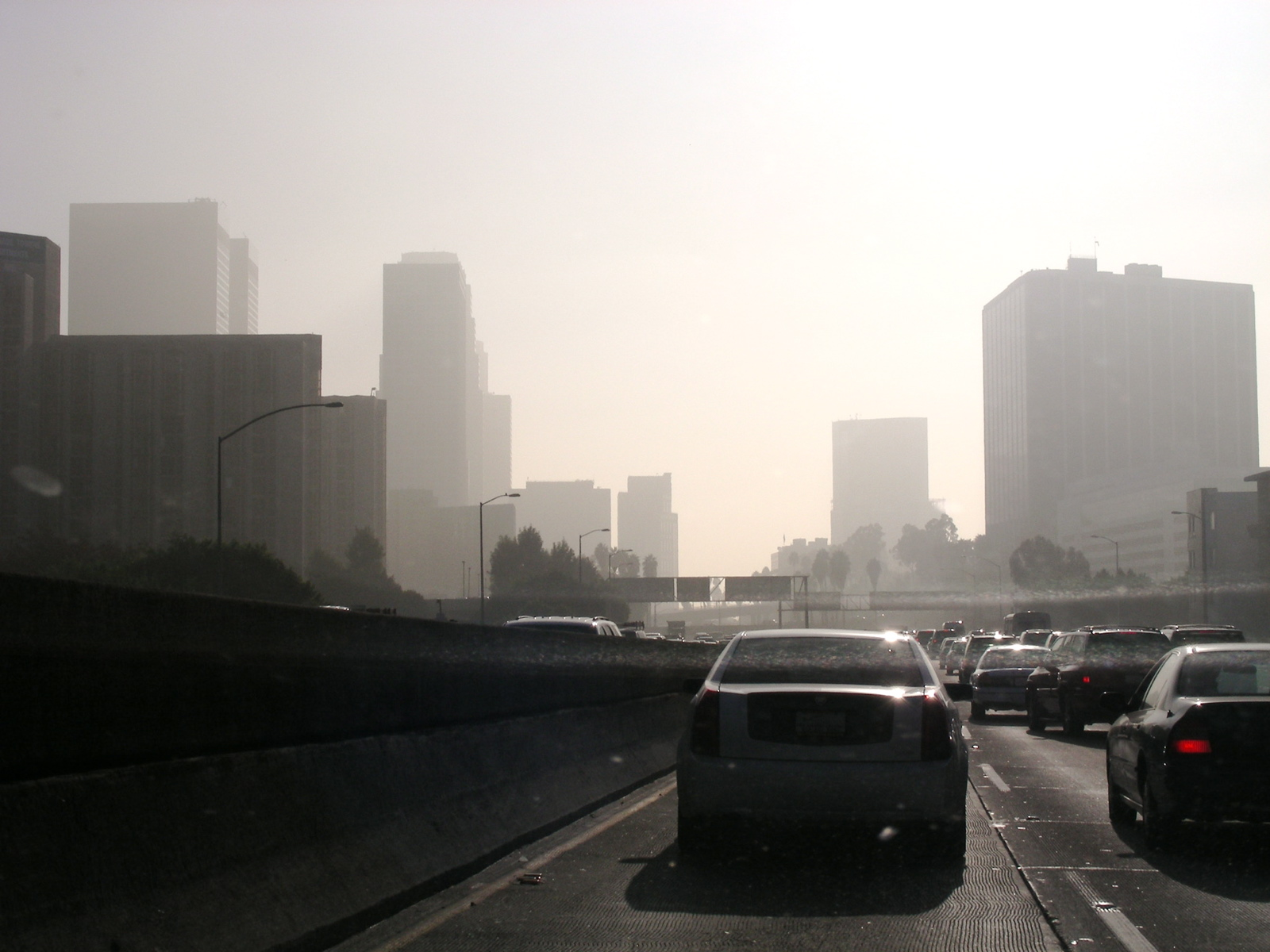
Autopistes a Los Angeles per als guies
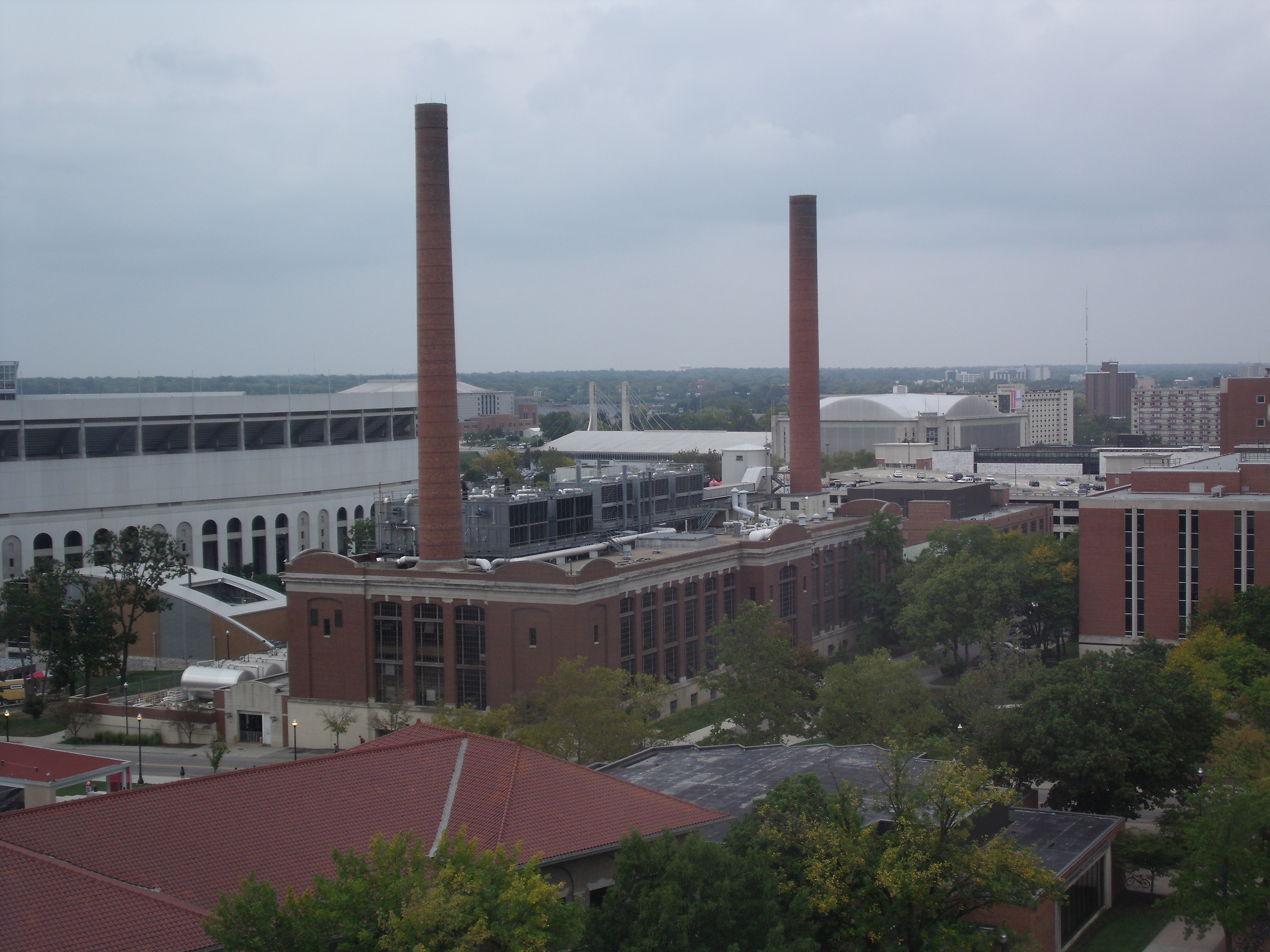
Indústria a Columbus per a l'epíleg

## Anàlisi

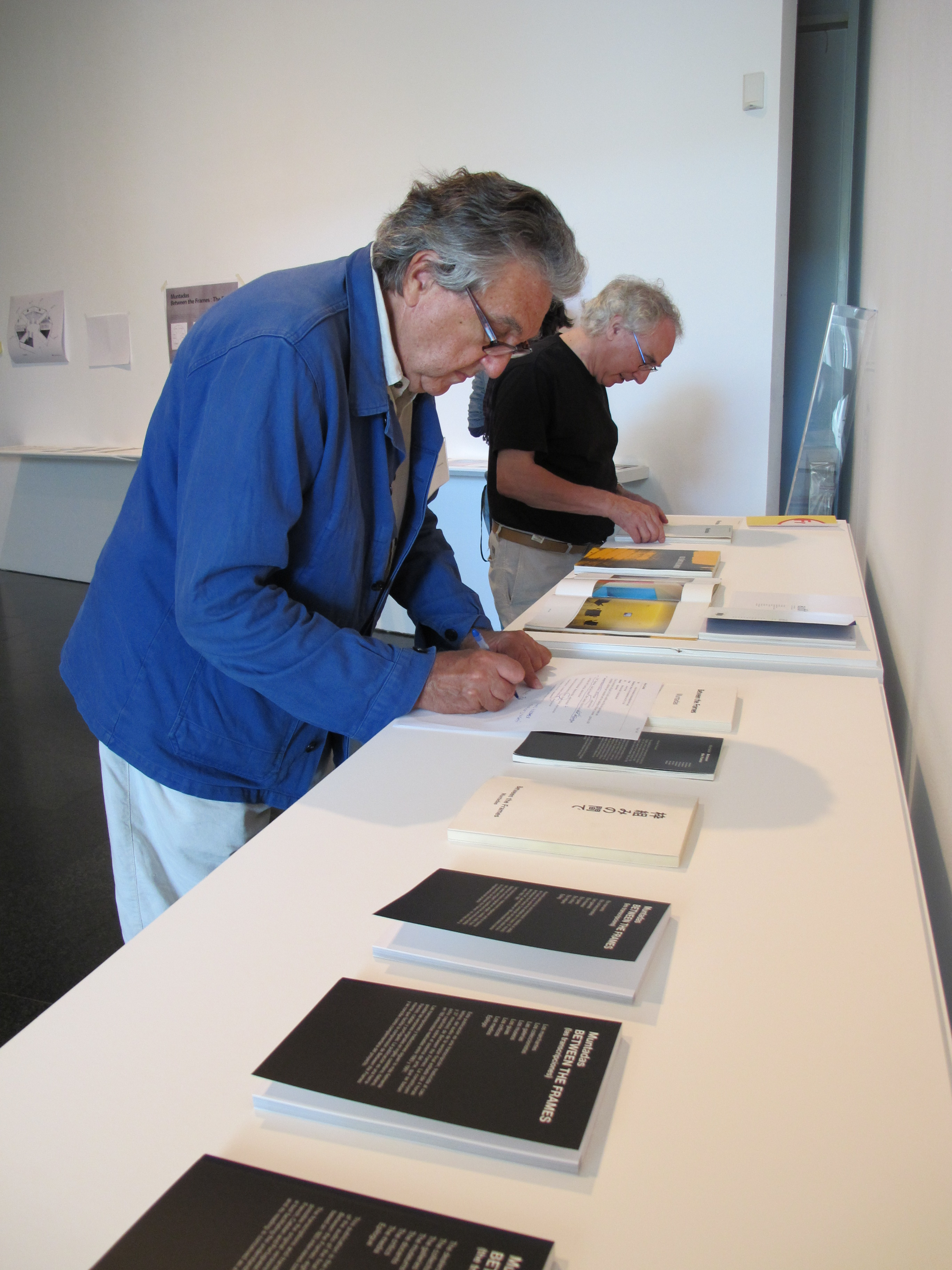
Antoni Muntadas i Enric Franch durant el muntatge de Between the Frames The Forum al MACBA, 2011

Antoni Muntadas sovint produeix obres on analitza i dissecciona el complex engranatge existent entre art, política i economia. Segons comenta el mateix Muntadas: 
| «                 | Als anys vuitanta, el sistema de l'art s'estava transformant. En el món de l'art hi ha, d'una banda, el treball dels artistes i tot el que envolta la producció de l'obra i, de l'altra, el sistema que constitueix l'entorn de la intermediació: la difusió, la venda, el col·leccionisme, la distribució, tot el que afecta la visibilitat posterior del projecte. Els anys vuitanta representen un període molt concret en què alguns d'aquests intermediaris van ocupar un poder excessiu i van tenir una visibilitat exagerada. Per això volia entendre com s'havia arribat a una situació com aquesta | » |
| — Antoni Muntadas | |   |

Muntadas tampoc dona importància a la persona que parla, sinó al fet que «es parli», amb la idea d'orquestrar així una mena de murmuri anònim:
| « | El que m’interessa és el que diu la gent, els valors i les opinions que expressen, però no necessàriament la persona que està parlant. Intento evitar que de certs individus n'emani una autoritat. No els identifico perquè no els vull mitificar, especialment aquells i aquelles que són ben coneguts. El món de l'art ha patit molt per culpa d'aquestes mitificacions. Als crèdits del final de cada cinta, hi consten tots els participants | » |

L'obra es podria considerar com un precedent de la sèrie On Translation

## Conservació preventiva
A la tardor del 2008, Muntadas i el MACBA van arribar a un acord per traspassar el contingut de les cintes originals a un format digital, amb l'objectiu de garantir-ne la conservació, però també posar-les a disposició del públic per a la seva consulta permanent i com a documents d'arxiu accessibles als investigadors, per donar peu a noves interpretacions d'aquest projecte de relectura constant.

## Recepció
Montse Badia, en un article sobre l'exposició a la revista Bonart, diu:
| «              | No hi ha dubte que el sistema de l'art actual és deutor del que es va gestar als vuitanta, però també és el pòsit de dècades anteriors. Amb una diferència : ningú no és innocent i els esquemes de productivitat i eficàcia que imperen en altres àmbits han estat assimilats també per l'art. | » |
| — Montse Badia | |   |

Antoni Ribas, en un article a la revista Time Out, defensa que l'obra és una «ambiciosa radiografia de l'art dels anys 80, on Muntadas va voler cridar l'anteció sobre el protagonisme desproporcionat que començaven a adquirir, al seu parer, els intermediaris entre l'obra d'art i el seu públic»